# Ii Naosuke
Ii Naosuke (井伊 直弼 (Tỉnh Y Trực Bặt) 29 tháng 11 năm 1815 – 24 tháng 3 năm 1860) là một daimyō của Hikone (1850-1860) và cũng là Đại lão (大老; Tairō) của Mạc phủ Tokugawa, tại vị từ ngày 23 tháng 4 năm 1858 cho đến khi ông qua đời vào ngày 24 tháng 3 năm 1860. Ông nổi tiếng trong sự kiện ký Hiệp ước Harris với Hoa Kỳ, cấp phép tiếp cận các cảng thương mại cho các thương gia và thủy thủ người Hoa và ngoài lãnh thổ đối với công dân Mỹ. Ông cũng là bậc thầy trà đạo theo phong tục Sekishūryū, các ghi chép của ông bao gồm ít nhất hai tác phẩm về nghi thức thưởng trà.
Dưới sự dẫn dắt của Ii Naosuke, Mạc phủ Tokugawa đã trải qua một cuộc thanh trừng đẫm máu và vô nhân đạo liên quan đến việc tranh chấp quyền kế vị sau khi tướng quân Iesada qua đời khiến hàng trăm người chết. Ii Naosuke cố gắng dâng quyền lực và vị thế Mạc phủ Tokugawa lên cao trong xã hội Nhật Bản đương thời trước khi bắt đầu thời kỳ Minh Trị. Ii Naosuke bị ám sát trong biến sự cổng Sakurada bởi một nhóm 17 samurai từ phiên Mito và 1 samurai từ phiên Satsuma vào ngày 24 tháng 3 năm 1860.